# Molophilus (Molophilus) dorsolobatus
Molophilus (Molophilus) dorsolobatus is een tweevleugelige uit de familie steltmuggen (Limoniidae). De soort komt voor in het Australaziatisch gebied.